# Jean-Michel Byron
Jean-Michel Byron, né Jean-Michel Byron DuPlessis le 13 octobre 1957, est un chanteur originaire d'Afrique du Sud. 

## Toto (groupe)
Il a été membre du groupe de rock Toto pendant un an (en 1990), et a enregistré avec celui-ci quatre morceaux inédits qui figurent sur la compilation Past to present : Can you hear what i'm saying, Out of love, Love has the power et Animal.

## Discographie avec Toto
- 1990 : Past to Present (1977-1990)